# Nabawiyya Musa
Nabawiyya Musa (in arabo نبوية موسى‎?; Zagazig, 17 dicembre 1886 – Alessandria d'Egitto, 30 aprile 1951) è stata una politica egiziana, pioniera del femminismo in Egitto, specialmente nel rivendicare pari opportunità nel campo dell'istruzione..

Nabawiyya Mohammed Musa Badawiyya

Nabawiyya Mohammed Musa Badawiyya è stata una nazionalista egiziana e una femminista, riconosciuta come una delle fondatrici del movimento egiziano in favore dei diritti della donna nel XX secolo. Viene sovente ricordata assieme e Hoda Sha'rawi e a Malak Hifni Nasif come una delle tre donne che si batterono per il progresso del livello d'istruzione femminile nel loro Paese, per garantire un adeguato livello di salute delle donne e per limitare tra l'altro lo sfruttamento della donna. Nabawiyya Musa crebbe ad Alessandria d'Egitto e apparteneva alla classe media della borghesia egiziana. Oltre a essere un'incisiva e appassionata educatrice, scrisse e pubblicò vari articoli sul tema dell'istruzione femminile nel suo Paese.

## Istruzione
Da bambina, il fratello maggiore l'aiutò in casa a imparare a leggere e a scrivere. Ella acquisisce nondimeno da sé conoscenze di vario tipo, tra cui quelle matematiche. A 13 anni la ragazza sperava di poter proseguire il suo iter formativo, ma incontra il rifiuto della famiglia. Sfidando le norme sociali dell'epoca, riesce però a proseguire gli studi e termina quelli secondari nel 1907. Sarà la prima giovane donna a completare tali studi in Egitto.
 Nel 1908 completa un anno complementare di formazione pedagogica.
Diventa una donna "di lettere" e un'educatrice appassionata, svolgendo conferenze finalizzate al tema dell'istruzione femminile. È convinta che l'istruzione sia indispensabile per una maggior autonomia della donna e per il conseguente maggior contributo che esse possono fornire all'economia domestica, e che le differenze tra uomini e donne non sono altro che una sovrastruttura sociale. Cerca così di contribuire a metter fine alle diffuse violenze sessuali ai danni delle donne e pensa che riconoscere alle donne uno status di uguaglianza in campo lavorativo e nell'istruzione possa renderle meno vulnerabili e meno sottomesse alle diffuse violenze di genere. 
Nabawiyya Mohammed Musa Badawiyya divenne un punto di riferimento per le contadine di Zagazig, che da giovani nutrivano radicati sentimenti nazionalistici e femministi, sostenendo i diritti della sua patria e delle sue compagne egiziane. Il padre di Nabawiyya era stato un ufficiale che una volta era stato inviato in Sudan e che non era più tornato a casa. Nabawiyya Musa fu una delle prime (ma anche ultime) donne della sua generazione a completare l'esame dell'istituto che frequentava e ad essere accettata nella femminile "Madrasa Muʿallimāt alsuniyya" (in arabo مدرسة معلمات السنية‎?, Scuola Magistrale Linguistica o Magistero linguistico), sotto controllo coloniale britannico, in quanto si temeva che le donne diventassero troppo potenti in una società dominata da uomini.
Completò il suo tragitto formativo nel 1907, diventando così la prima donna a diplomarsi in Egitto. L'anno seguente divenne un'importante educatrice e difensore dei diritti della donna. Fu non prima del 1922 che un certo numero di donne entrarono nella Università del Cairo (allora chiamata "Università Egiziana", di principi laici e aperta alla cultura dell'Occidente).

## Il femminismo di Nabawiyya Musa
Nabawiyya Musa era un'entusiasta scrittrice ed educatrice che tenne conferenze in tutto l'Egitto per la causa dell'istruzione femminile. 
Nabawiyya Musa si batté anche per l'abolizione del velo, malgrado il suo Paese non fosse pronto a un simile cambiamento culturale. Dopo aver svolto una conferenza a Roma nel 1923, assieme a Hoda Sha'rawi e Sayzā Nabarāwī - in arabo سيزا نبراوي‎?), nota anche come Cesa Nabarawi - tornò in Egitto, mostrandosi alla stazione del Cairo, tra l'entusiasmo delle donne presenti, senza velo, compiendo un gesto estremamente significativo per la causa in cui s'era impegnata con quanti condividevano la sua battaglia.